# General Mills

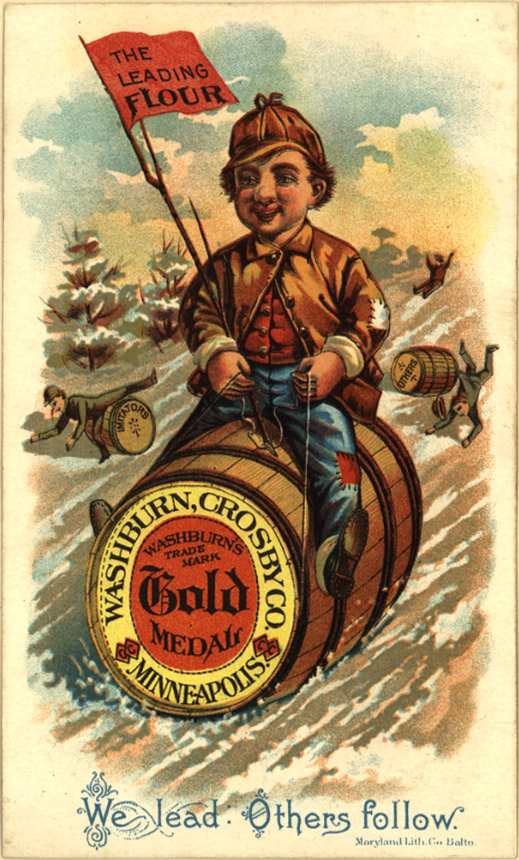
Reclame voor het meelbedrijf Washburn-Crosby Company, voorloper van General Mills.

General Mills (NYSE: GIS) is een groot Amerikaans bedrijf dat voornamelijk voedingsmiddelen verkoopt. Het bedrijf heeft meer dan 100 Amerikaanse A-merken, zoals Betty Crocker, Pillsbury, Bugles en Cheerios. In Nederland en België is het bedrijf niet of nauwelijks actief.
General Mills is na Kellogg de grootste producent van ontbijtgranen in de VS. Het bedrijf staat op plaats 214 in de Fortune 500 (2008). General Mills had in 2007 een omzet van 12,442 miljard dollar en een winst van 1,144 miljard dollar. Het bedrijf heeft zo'n 28.500 werknemers. General Mills is genoteerd aan de New York Stock Exchange en maakt deel uit van de S&P 500-beursindex.
Het bedrijf, dat zijn hoofdkwartier in Minneapolis heeft, begon in 1856 als de Minneapolis Milling Company. In 1877 fuseerde het met een ander groot meelbedrijf om de Washburn-Crosby Company te vormen. In 1928 volgde een fusie met 26 andere meelbedrijven en kreeg het bedrijf de huidige naam General Mills.
General Mills kocht het bordspellen- en speelgoedbedrijf Parker Brothers in 1963, gevolgd door Kenner in 1967. De twee dochterbedrijven werden verenigd tot Kenner Parker Toys Inc., dat in 1987 aan Tonka werd verkocht.
In 1970 kocht General Mills de Red Lobster-restaurantketen, gevolgd door de Olive Garden-restaurantketen in 1982. De restaurantdivisie werd in 1995 verzelfstandigd als Darden Restaurants.
Consumptie-ijs fabrikant Häagen-Dazs werd in 2017  verkocht aan Nestlé.